# Номинальное напряжение
Номинальное напряжение — базисное напряжение из стандартизированного ряда напряжений, определяющих уровень изоляции сети и электрооборудования.
Действительные напряжения в различных точках системы могут несколько отличаться от номинального, однако они не должны превышать наибольшие рабочие напряжения, установленные для продолжительной работы.
Номинальным напряжением у источников и приёмников электроэнергии (генераторов, трансформаторов) называется такое напряжение, на которое они рассчитаны в условиях нормальной работы.
Номинальные напряжения электрических сетей и присоединяемых к ним источников и приёмников электрической энергии устанавливаются ГОСТом.

## Стандартизированный ряд напряжений
Установки до 1000 В
Ряд номинальных напряжений трехфазных четырехпроводных или трехпроводных систем переменного тока 50 Гц, В
| 230 | 400 | 690 |

Установки свыше 1000 В
| Номинальное напряжение | Наибольшее рабочее напряжение |
| ---------------------- | ----------------------------- |
| 3                      | 3,6                           |
| 6                      | 7,2                           |
| 10                     | 12                            |
| 15                     | 17,5                          |
| 20                     | 24                            |
| 35                     | 40,5                          |
| 110                    | 126                           |
| 150                    | 172                           |
| 220                    | 252                           |
| 330                    | 363                           |
| 400                    | 420                           |
| 500                    | 525                           |
| 750                    | 787                           |
| 1150                   | 1200                          |

Номинальные напряжения для электрических генераторов, синхронных компенсаторов, вторичных обмоток силовых трансформаторов приняты на 5-10 % выше номинальных напряжений соответствующих сетей, чем учитываются потери напряжения при протекании тока по линиям.